# Árpád Orbán
Dans le nom hongrois Orbán, le nom de famille précède le prénom, mais cet article utilise l’ordre habituel en français Orbán, où le prénom précède le nom.
Pour les articles homonymes, voir Orbán.
Árpád Orbán, né le 14 mars 1938 à Győr et mort le 26 avril 2008 à Győr, est un footballeur hongrois. Il évoluait au poste de défenseur.

## Biographie

### En club
Árpád Orbán est joueur du Győri ETO FC de 1959 à 1972,.
Lors de la campagne de Coupe des clubs champions en 1964-1965, il dispute 8 matchs dont la double confrontation en demi-finale perdue contre le Benfica Lisbonne.
Il dispute également des campagnes de Coupe des vainqueurs de coupe  et une campagne de Coupe des villes de foire avec son club.
Il raccroche les crampons en 1972.
En compétitions européennes, il dispute au total 8 matchs pour aucun but inscrit en Coupe des clubs champions, 10 matchs pour un but marqué en Coupe des vainqueurs de coupe et 4 matchs pour aucun but inscrit en Coupe des villes de foire.

### En équipe nationale
Árpád Orbán fait partie de l'équipe de Hongrie médaillée d'or aux Jeux olympiques 1964. Il dispute cinq matchs durant la compétition dont la finale contre la Tchécoslovaquie.

## Palmarès

### En sélection
Hongrie
- Jeux olympiques (1) :
  -  Or : 1964.